# Як метелик вивчав життя (фільм, 1997)
«Як метелик вивчав життя» — український анімаційний фільм 1997 року студії Укранімафільм, режисер — Людмила Ткачикова. За мотивами казки Юрія Винничука.

## Сюжет
Коли маленький худенький чоловічок Гопля у червоному повертається додому, він страшенно лякається, бо бачить на подвір'ї свого дому труну. Його брат Піпля розповідає історію Метелика Адмірала, який щойно народився. Він був допитливий, бо чомусь думав, що він метелик-одноденка, що сьогодні він має й померти. Після того, як Метелик повернувся увечері, він стає сумний. Він каже, що він спеціально прилетів до Піплі, аби той по-людськи організував похорони, щоб той поховав його як рідного. Піпля організовує похорони: приходять комахи з тарілками, готують страви, інші викопують яму, несуть труну. Аж раптом приходить Равлик, вітає Метелика з днем народженням і дарує подарунок. Коли час лягати в труну, Метелик пручається, бо він вже не хоче помирати. Разом з Піплею він тягне подарунок Равлика і з нього випадає книжка «Атлас всіх на світі метеликів», звідки всі дізнаються, що Метелик має назву Адмірала і що він сьогодні не помре. Адмірал матиме час на величні подвиги і на те, щоб пізнати життя.

## Над фільмом працювали
- За мотивами казки: Юрія Винничука;
- Текст читає: Богдан Бенюк;
- Автор сценарію і кінорежисер: Людмила Ткачикова;
- Художник-постановник: Генріх Уманський;
- Кінооператор: Анатолій Гаврилов;
- Композитор: Володимир Бистряков;
- Звукооператор: Юрій Нечеса (у титрах Ю. Нечоса);
- Художники-мультиплікатори: І. Грищенко, Євген Сивокінь, Наталія Лисенко, Марина Медвідь, Юрій Марченко;
- Асистенти: Лариса Кучерова, Наталія Лисенко, Ірина Шевчук;
- Монтаж: Юна Срібніцька;
- Редактор: Світлана Куценко;
- Директор знімальної групи: В'ячеслав Кілінський.